# Bílina
Bílina (deutsch Bilin) ist eine Stadt in Tschechien an der Bílina im Nordwesten Böhmens zwischen den Städten Most und Teplice. Sie gehört zum Okres Teplice, im Ústecký kraj, Tschechien. Die Stadt wurde seit dem 17. Jahrhundert als ein Kurort berühmt.

## Geographie

### Geographische Lage

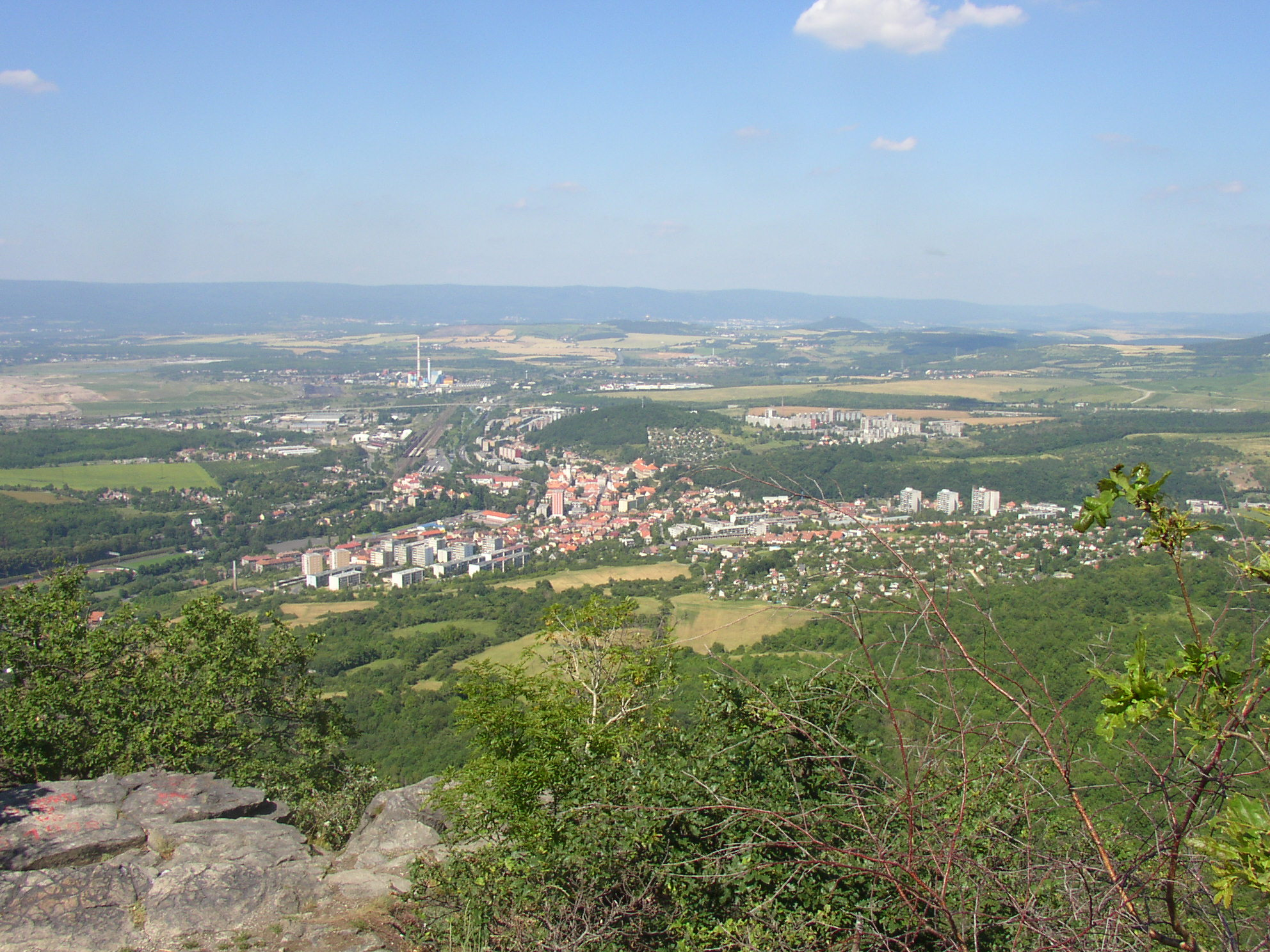
Stadtgebiet (Luftaufnahme 2005)

Bílina liegt am Nordwesthang des Böhmischen Mittelgebirges auf einer Höhe von 207 Metern über dem Meeresspiegel. Zehn Kilometer östlich erhebt sich der 836 Meter hohe Milešovka (Milleschauer Berg), die höchste Erhebung des Böhmischen Mittelgebirges. Durch die Stadt fließt der gleichnamige Fluss Bílina, ein Nebenfluss der Elbe. Einem schmalen Waldgürtel schließen sich im Nordwesten und Südosten ehemalige Braunkohlentagebaugebiete an. Durch die Stadt führt die Europastraße 442, die Verbindung zu den Nachbarstädten Most und Teplice schafft. Die Regionshauptstadt Ústí nad Labem liegt 30 Kilometer entfernt. Bílina liegt an der Bahnstrecke Ústí nad Labem–Chomutov. In 20 Kilometer Luftlinie verläuft die deutsch-tschechische Grenze auf dem Erzgebirgskamm.

### Stadtgliederung
Die Stadt Bílina besteht aus den Ortsteilen Bílina (Bilin), Chudeřice (Kutterschitz), Mostecké předměstí (Brüxer Vorstadt), Pražské předměstí (Prager Vorstadt), Teplické předměstí (Teplitzer Vorstadt) und Újezdské předměstí (Ujester Vorstadt). Grundsiedlungseinheiten sind Bílina-střed, Břešťany (Preschen), Doly Bílina-Břežánky, Elektrárna Ledvice, Hradiště, Chlum, Chudeřice, Jenišův Újezd (Langugest), Lázně Kyselka (Bad Sauerbrunn), Modřín, Mostecké Předměstí, Na Větráku, Na Výsluní, Nádraží, Pod Bořeněm, Pražské Předměstí, Radovesická výsypka, Srbsko, Teplické Předměstí, U nádraží, Újezd (Ujest), Za Chlumem I, Za Chlumem II und Za nemocnicí. Das Gemeindegebiet gliedert sich in die Katastralbezirke Bílina, Bílina-Újezd, Břešťany, Břežánky (Briesen), Chudeřice u Bíliny und Jenišův Újezd.

## Geschichte

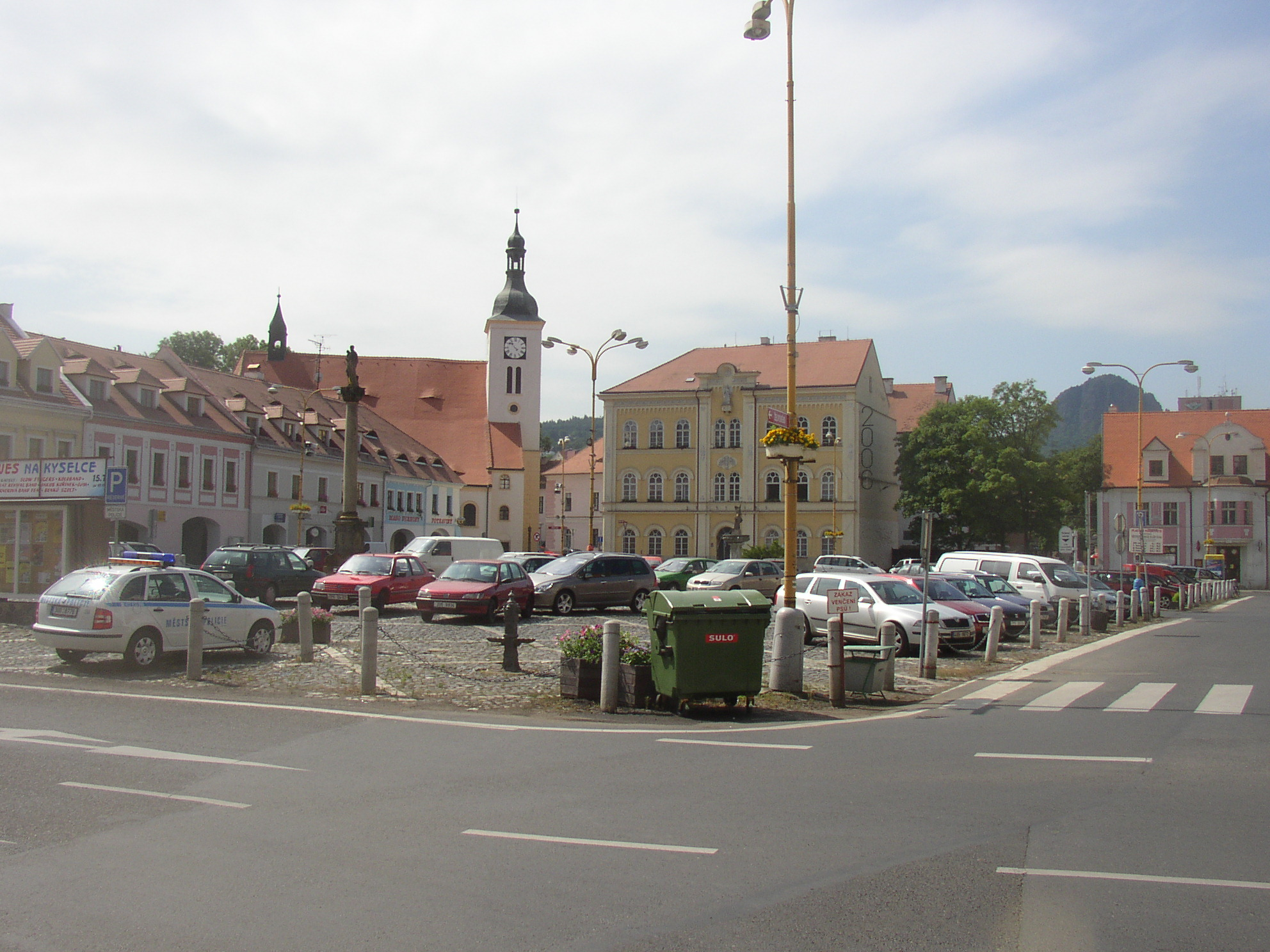
Marktplatz mit Kirche St. Peter und Paul

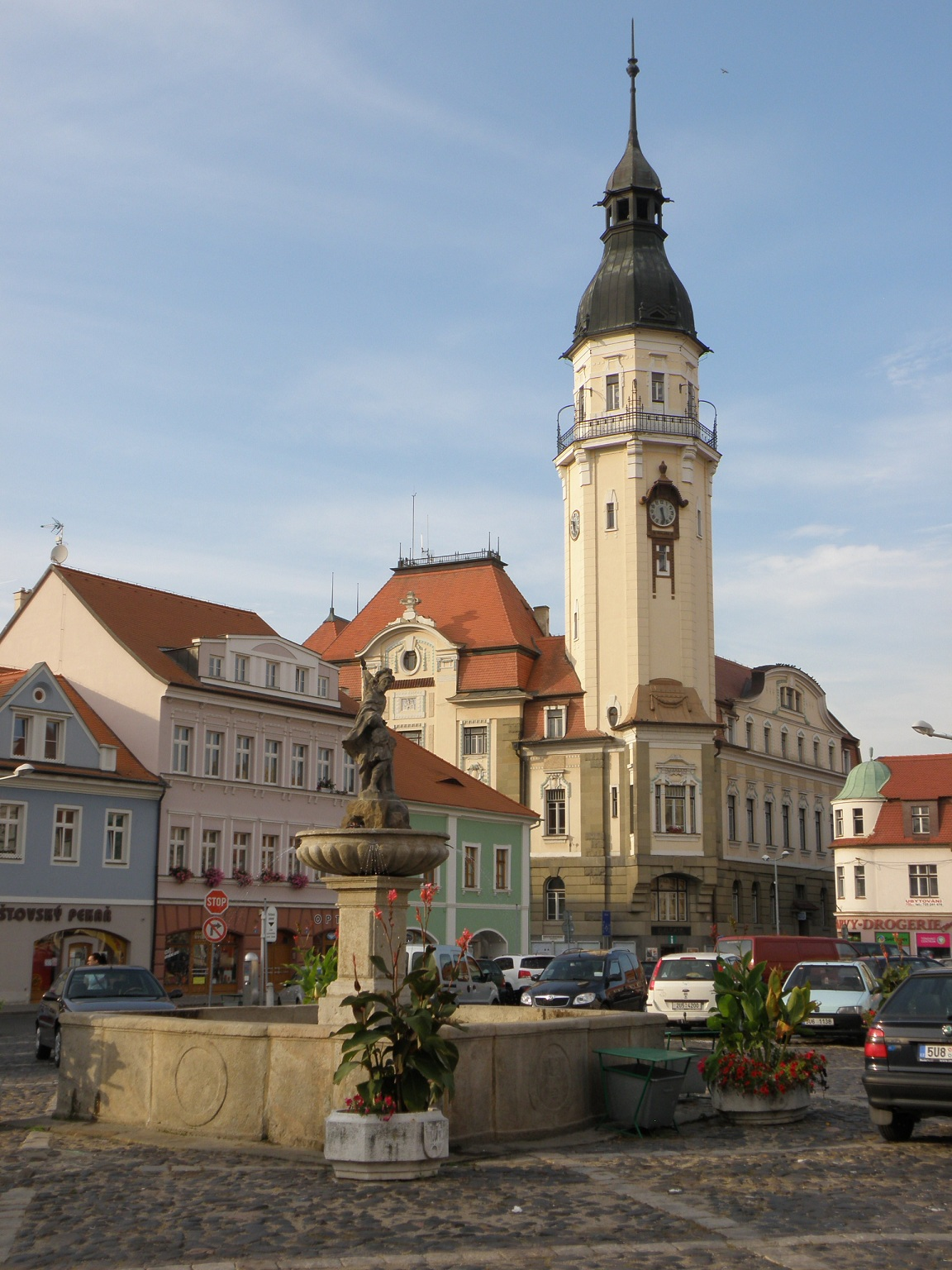
Rathaus am Markt

Die erste Besiedlung erfolgte im 6. Jahrhundert durch die Slawen. Bis in das 10. Jahrhundert hinein herrschte hier das Geschlecht der Bilinian. Im 10. Jahrhundert übernahmen die Přemysliden die Macht. Die erste schriftliche Erwähnung findet sich im päpstlichen Steuerbulletin von 993. Hier wird erstmals die „provincia Belinensis“ erwähnt. Im 12. Jahrhundert regierten hauptsächlich die Hrabisch die Gegend. Die zunächst private „Kirche des Heiligen Peter und Paul“ aus dem Jahr 1061 übernahm nun die Funktion einer Pfarrkirche. 1169 schenkte König Wladislaw I. Bilin dem Johanniterorden. Ab dem 13. Jahrhundert hatte sich Bilin zum regionalen Zentrum entwickelt. Als 1237 König Wenzel I. den Ort dem Oger von Friedeberg schenkte, kam Bilin zum ersten Mal unter die Herrschaft deutscher Grundherren. Im Jahr 1263 wurde der Ort zur Stadt erhoben.
Ab 1290 wurde Albrecht von Seeberg Eigentümer. Das von ihm gestiftete Spital und das Patronat der Kirche St. Peter und Paul übernahm 1302 der Deutsche Orden. Dieser errichtete 1342 auch eine Lateinschule in der Stadt, die überwiegend von deutscher Bevölkerung bewohnt war. Otto II. von Bergow erbaute 1319 die Burg Geiersberg (Burg Kyšperk). Zu dieser Zeit war bei der Stadt ein großes Weinanbaugebiet entstanden. Ende des 14. Jahrhunderts erwarb Otto der Ältere von Bergow Bilin.
Die Ära der deutschen Herrschaft ging zunächst 1407 zu Ende, als König Wenzel IV. die Stadt dem böhmischen Adligen Albrecht von Kolditz aus Graupen schenkte. Nach den Hussitenkriegen, in denen 1421 Stadt und Burg von den Hussiten erobert worden waren, übernahm 1436 die sächsische Linie von Colditz die Stadt. 1549 erhielt Bilin vom österreichischen Kaiser Ferdinand I. das bis heute verwendete Stadtwappen. Am Platz des heutigen Schlosses ließ Hoger von Friedberg um 1470 eine Burg errichten.
Ihm folgten 1513 durch Erbschaft die Herren von Lobkowicz als Eigentümer von Burg und Ländereien. Im 16. Jahrhundert begann die Stadt aufzublühen, zahlreiche Handwerksbetriebe siedelten sich an. 1568 zerstörte ein Großbrand zahlreiche Häuser und die Kirche; der Schaden wurde aber schnell wieder behoben. Im Dreißigjährigen Krieg zerstörten schwedische Truppen das Schloss und einen Großteil der Häuser. Die Stadt brauchte 30 Jahre, um die Kriegsschäden zu beheben. Der italienische Architekt Antonio della Porta erbaute 1675–1682 das neue Barockschloss. Unter der Herrschaft der Eleonora von Lobkowicz entstand das Kurbad im Stadtteil Bad Sauerbrunn (heute Lázně Bílinská Kyselka). Der Kurarzt und Balneologist Franz Ambrosius Reuß erstellte die ersten balneologischen Schriften über die lokalen, medizinisch genutzten Mineralwasser Biliner Sauerbrunn und Saidschitzer Bitterwasser. Zu den prominenten Kurgästen zählten Alexander von Humboldt, Johann Wolfgang von Goethe und Ludwig van Beethoven.
1750 begann im nahe gelegenen Kutterschitz (Chudeřice) der Kohleabbau. Ende des 18. Jahrhunderts wurde der Badebetrieb weiter ausgebaut, und es siedelte sich Industrie an. Die im Weg stehenden Mauern der Burg wurden abgetragen. Fürst Lobkowitz ließ 1835 eine große Zuckerfabrik errichten, 1866 wurde Bilin an die Eisenbahn angeschlossen, in der St. Emmeran-Zeche begann der Braunkohleabbau, und 1893 wurde die Glaserei Engels gegründet. Bilin wurde Garnisonsstadt der österreichisch-ungarischen Armee. Im Jahr 1914 war hier das I. Bataillon des Feldkanonen-Regiments Nr. 20 stationiert. Der Anteil der tschechischen Bevölkerung wuchs ebenfalls an. Während deren Anteil 1880 nur 7,5 % betrug, erhöhte er sich bis 1910 bei 9.000 Einwohnern auf 19,5 %.

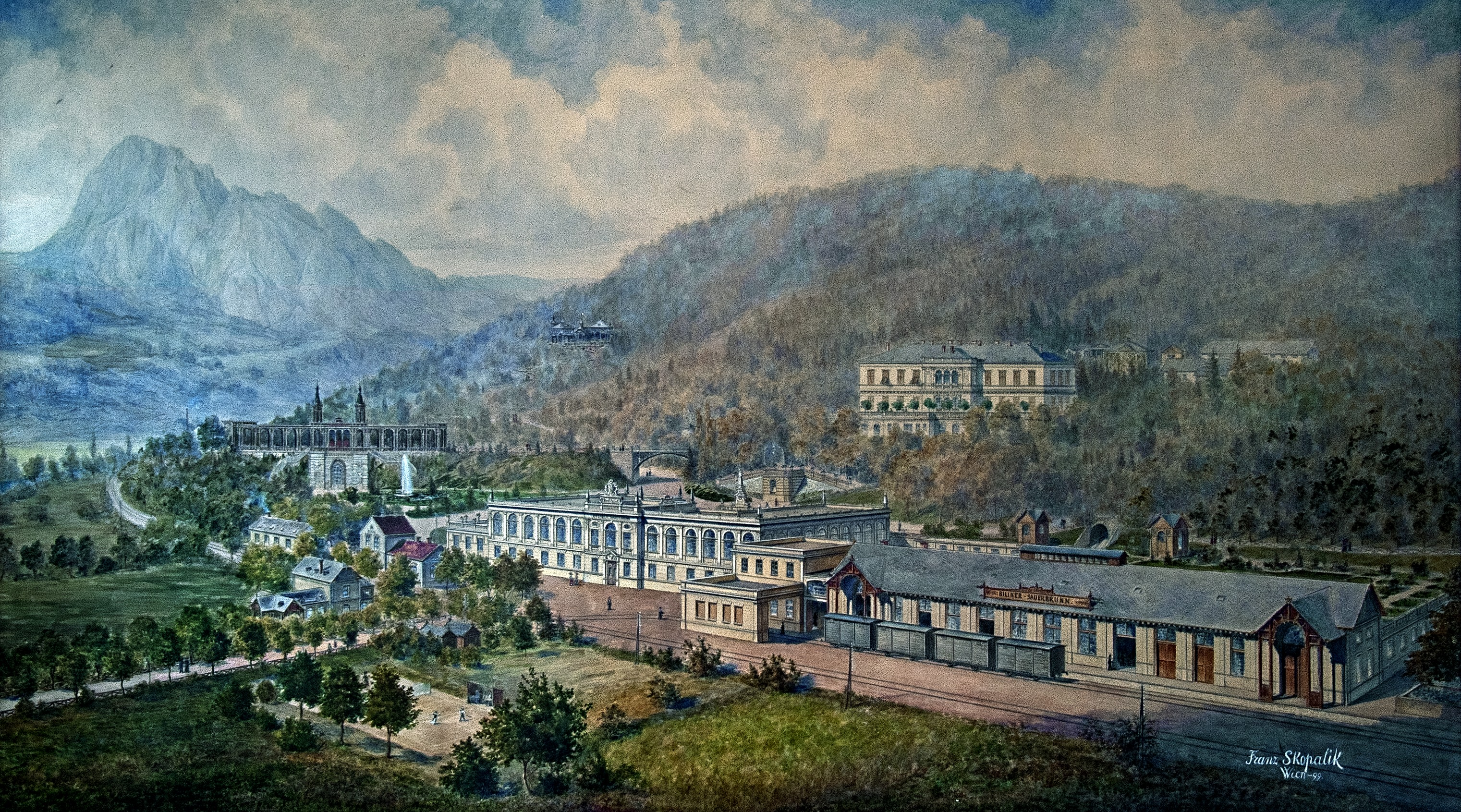
Biliner Sauerbrunn 1899 (von Franz Skopalik)
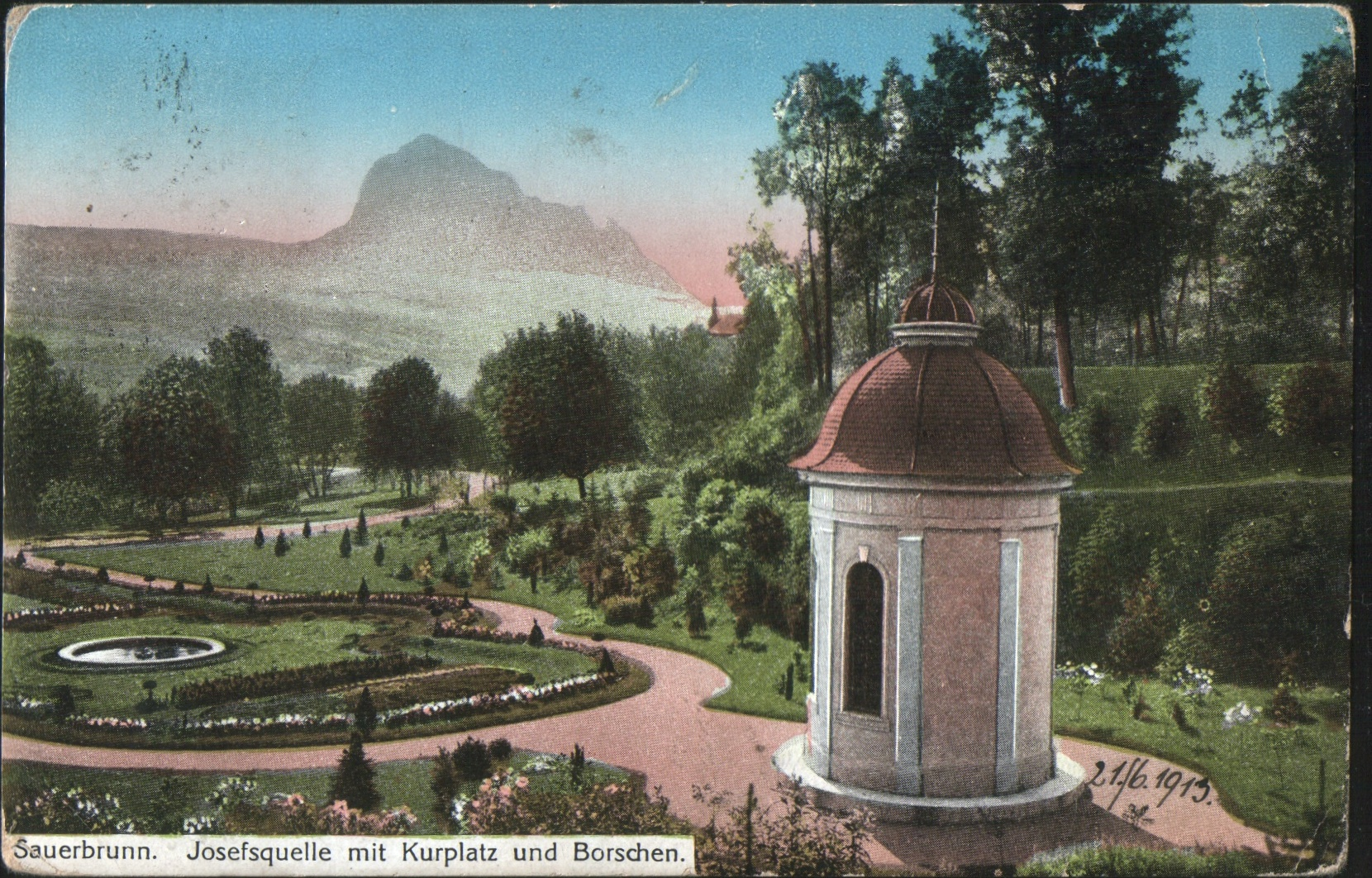
Kurpark 1906
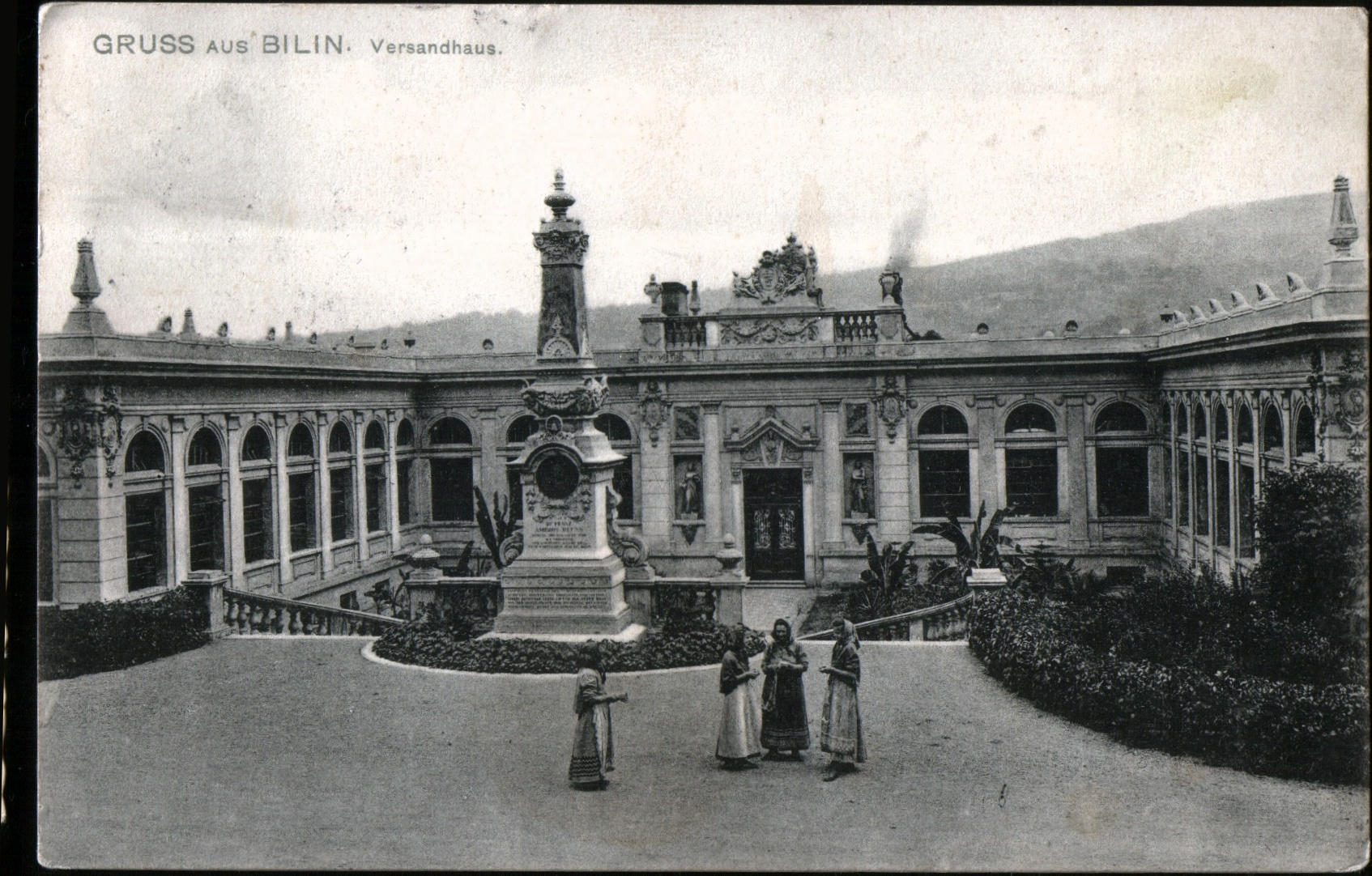
Versandhaus des Biliner Sauerbrunnens im Jahre 1907
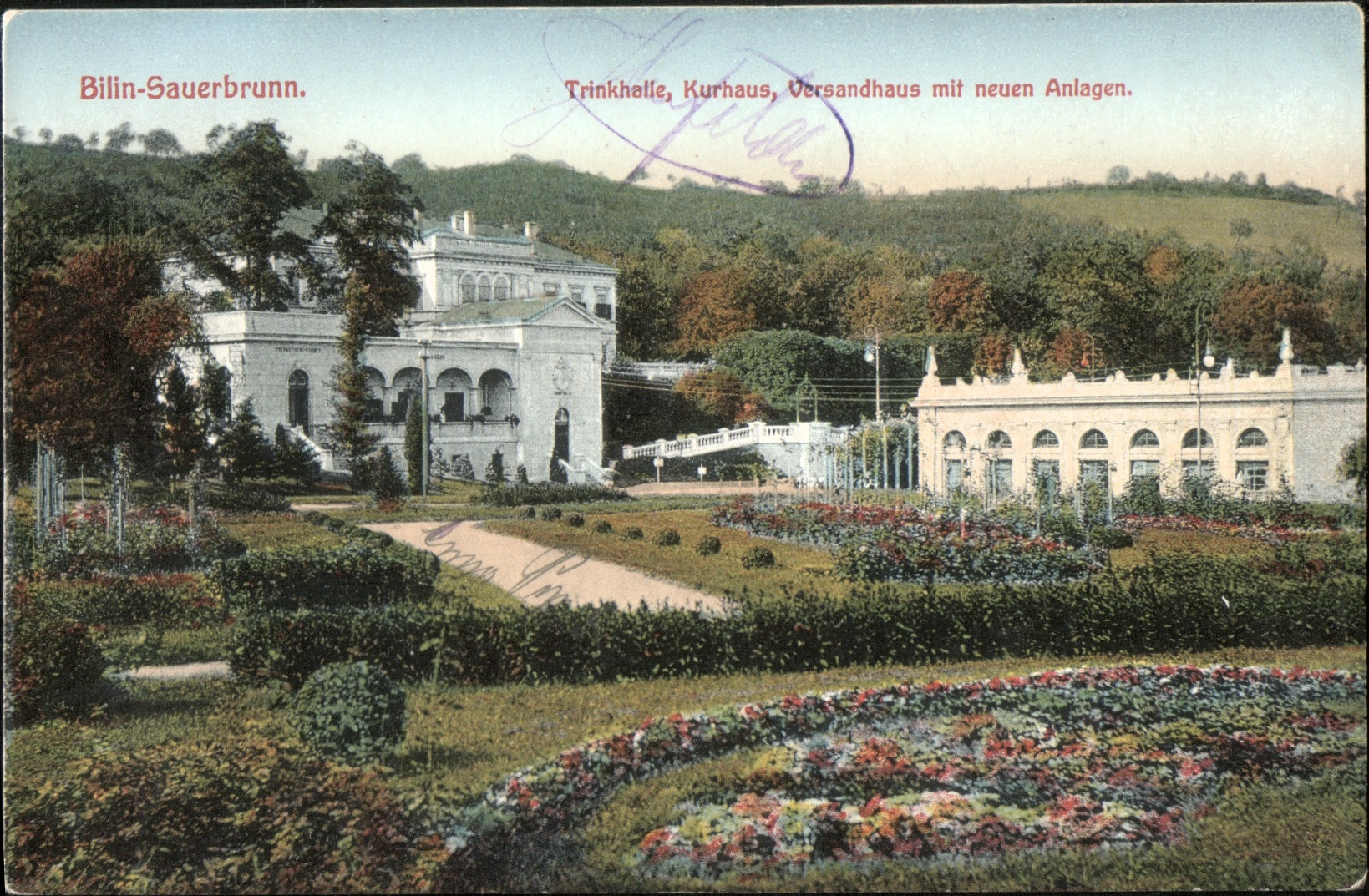
Biliner Sauerbrunn 1912
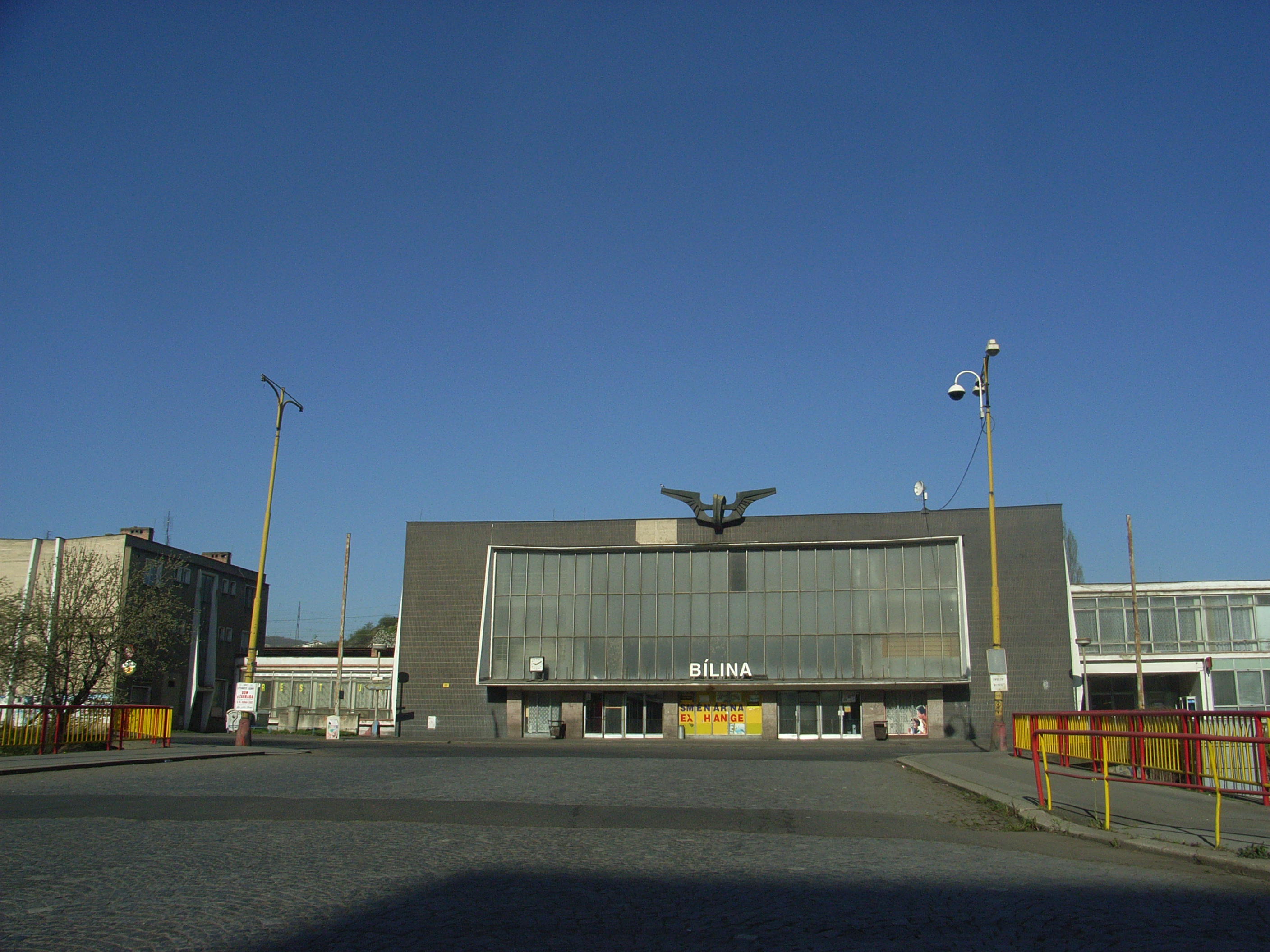
Bahnhof von Bílina

Infolge des Ersten Weltkrieges kam Bilin zur neu gegründeten Tschechoslowakei. Nachdem die Stadt von tschechoslowakischen Soldaten besetzt worden war, gründete die deutsche Bevölkerung zum eigenen Schutz eine Volkswehr. Am 1. Dezember 1930 hatte die Stadt Bilin 10.688 Einwohner, von denen 4.168 Tschechen waren. Auf Grund des Münchner Abkommens vom 29. September 1938 wurde Bilin dem Deutschen Reich zugeschlagen, am 10. Oktober 1938 rückten deutsche Soldaten in die Stadt ein. Von 1939 an gehörte Bilin administrativ zum Reichsgau Sudetenland und war Sitz des Landkreises Bilin im Regierungsbezirk Aussig. Viele tschechische Einwohner wurden in die „Resttschechei“ ausgewiesen, sodass die Einwohnerzahl bis zum 17. Mai 1939 auf 9125 sank. Zum 1. April 1944 wurde die Gemeinde Kutterschitz in die Stadt Bilin eingegliedert.
Nach dem Ende des Zweiten Weltkrieges entstand die Tschechoslowakei wieder in den Grenzen von 1938. 1945/1946 wurde der größte Teil der deutschen Einwohner aufgrund der Beneš-Dekrete vertrieben. Der Name der Stadt wurde in Bílina geändert. Am 22. Mai 1947 wurden 7915 Bewohner gezählt, bis 2005 erhöhte sich die Zahl der Einwohner auf 15.714. Am 1. November 1970 wurde die Gemeinde Břežánky eingemeindet und bis 1972 wegen des Großtagebaus důl Maxim Gorkij devastiert.

## Bevölkerung
Bis 1945 war Bilin überwiegend von Deutschböhmen besiedelt, die vertrieben wurden.
Bevölkerungsentwicklung bis 1945
| Jahr | Einwohner | Anmerkungen           |
| ---- | --------- | --------------------- |
| 1830 | 02.381    | in 383 Häusern        |
| 1900 | 07.871    | deutsche Einwohner    |
| 1930 | 10.688    | davon 4.168 Tschechen |
| 1939 | 09.139    | [ 8 ]                 |

Bevölkerungsentwicklung nach Ende des Zweiten Weltkriegs
(Stand: 31.12. des jeweiligen Jahres)
| Jahr | Einwohner |
| ---- | --------- |
| 1947 | 08.562    |
| 1960 | 09.927    |
| 1970 | 14.311    |
| 1980 | 19.198    |
| 1990 | 17.548    |

| Jahr | Einwohner |
| ---- | --------- |
| 2000 | 17.125    |
| 2010 | 15.790    |
| 2020 | 17.103    |
| 2022 | 14.633    |

## Städtepartnerschaften
- Biłgoraj, Polen
- Dippoldiswalde, Deutschland

## Sehenswürdigkeiten
- Schloss Bílina (1675–1682) der Fürsten von Lobkowicz
- Kirche der Heiligen Peter und Paul (1573–1575)
- Spitalkirche in Ujezd (1600)
- Hussitenbastei (um 1470)
- Lázně Kyselka (Bad Sauerbrunn)
- Berg Bořeň (Borschen, auch „Biliner Löwe“) mit Berggasthaus im Südwesten der Stadt in Naturschutzgebiet
- Synagoge
- Jüdischer Friedhof

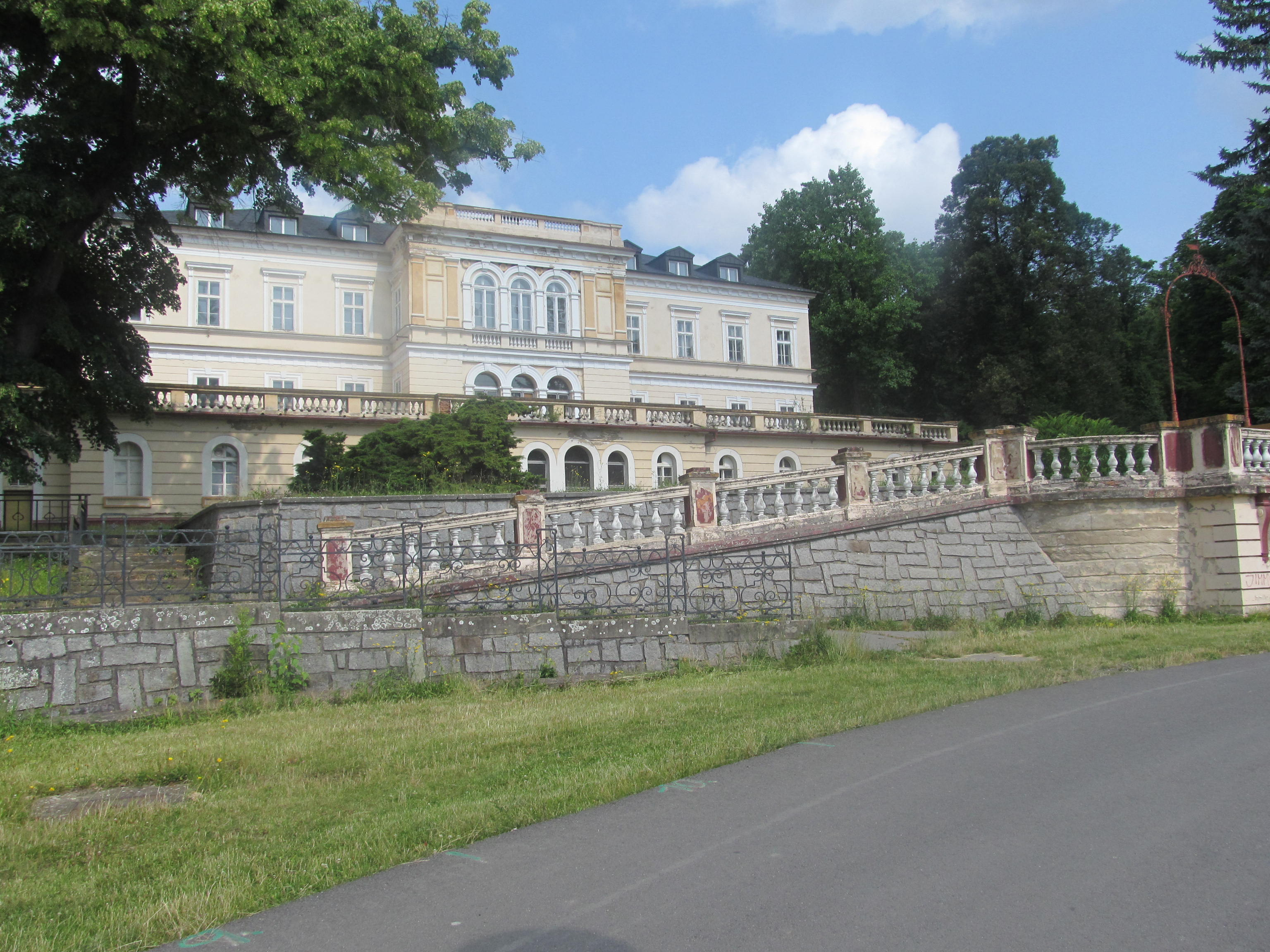
Spa
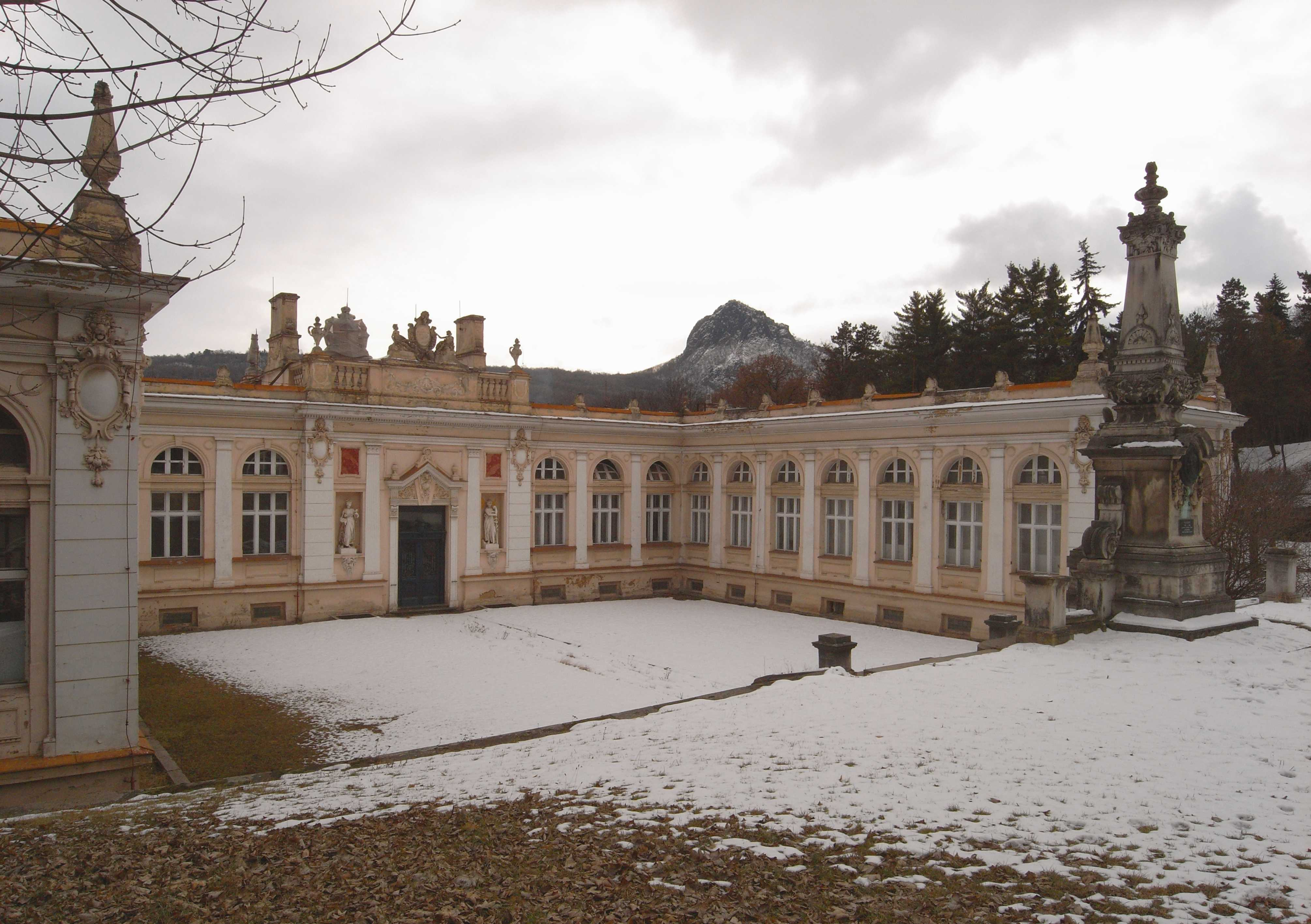
Altes Bad
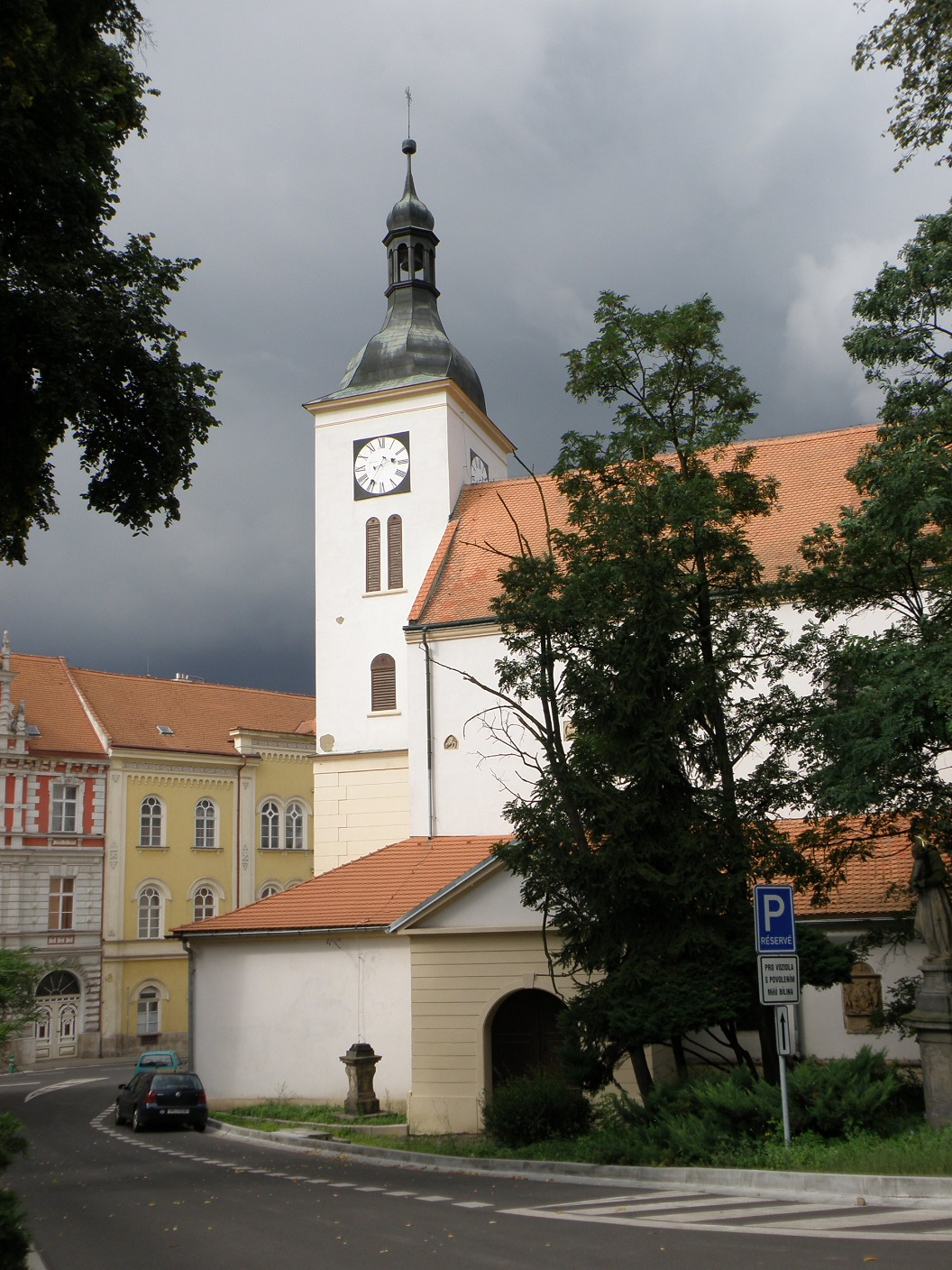
Kirche der Hll. Peter und Paul
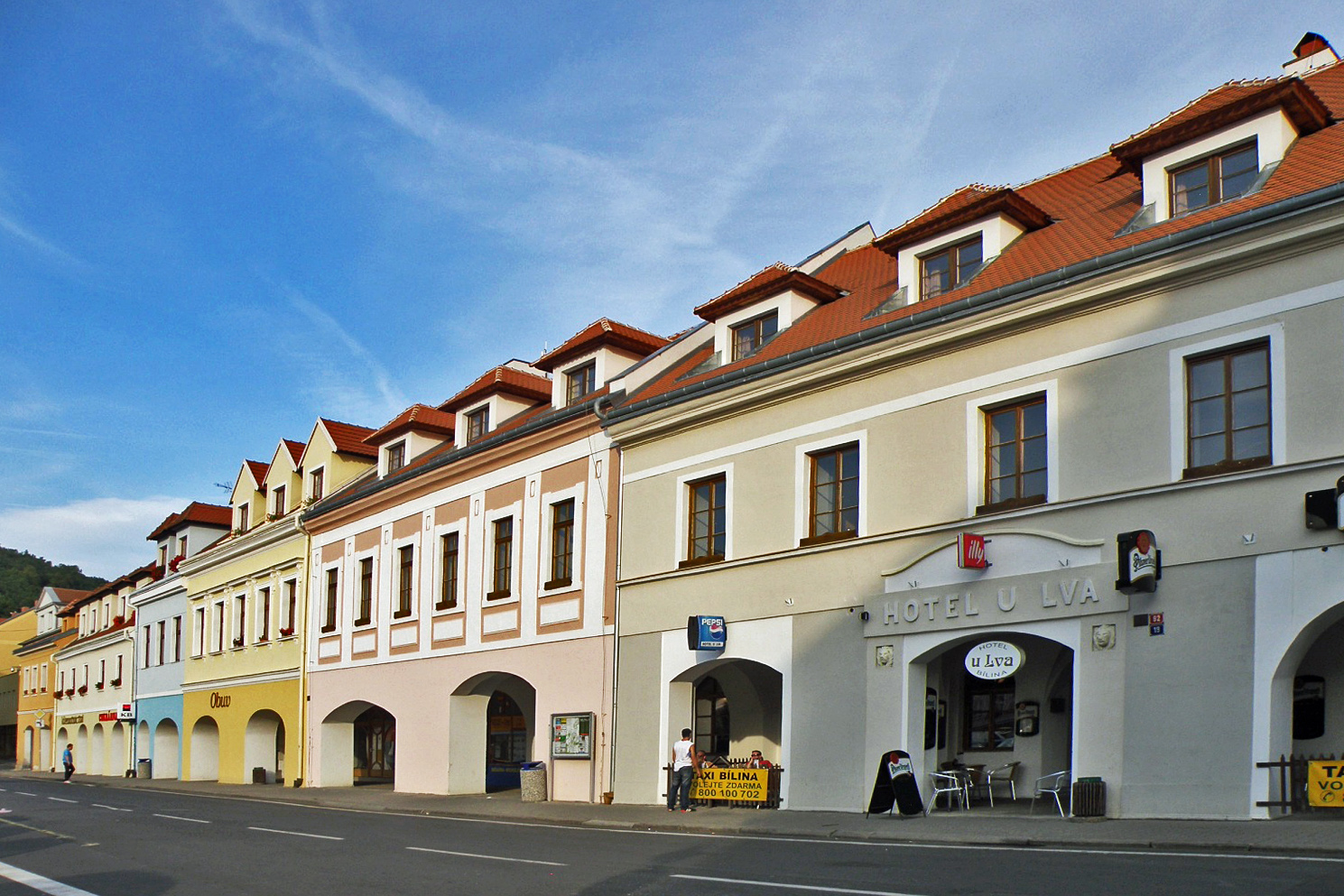
Straßenzeile
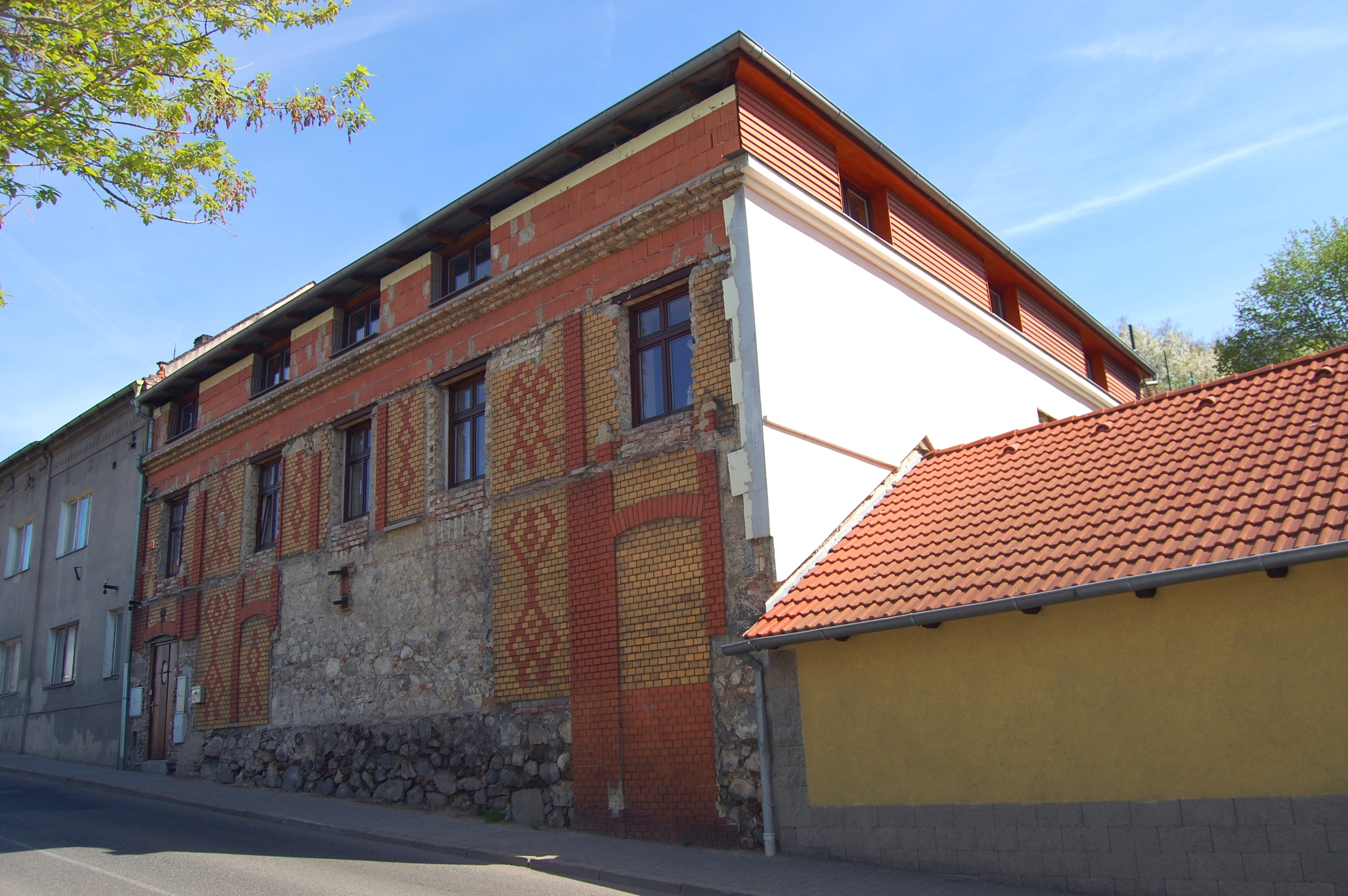
Synagoge
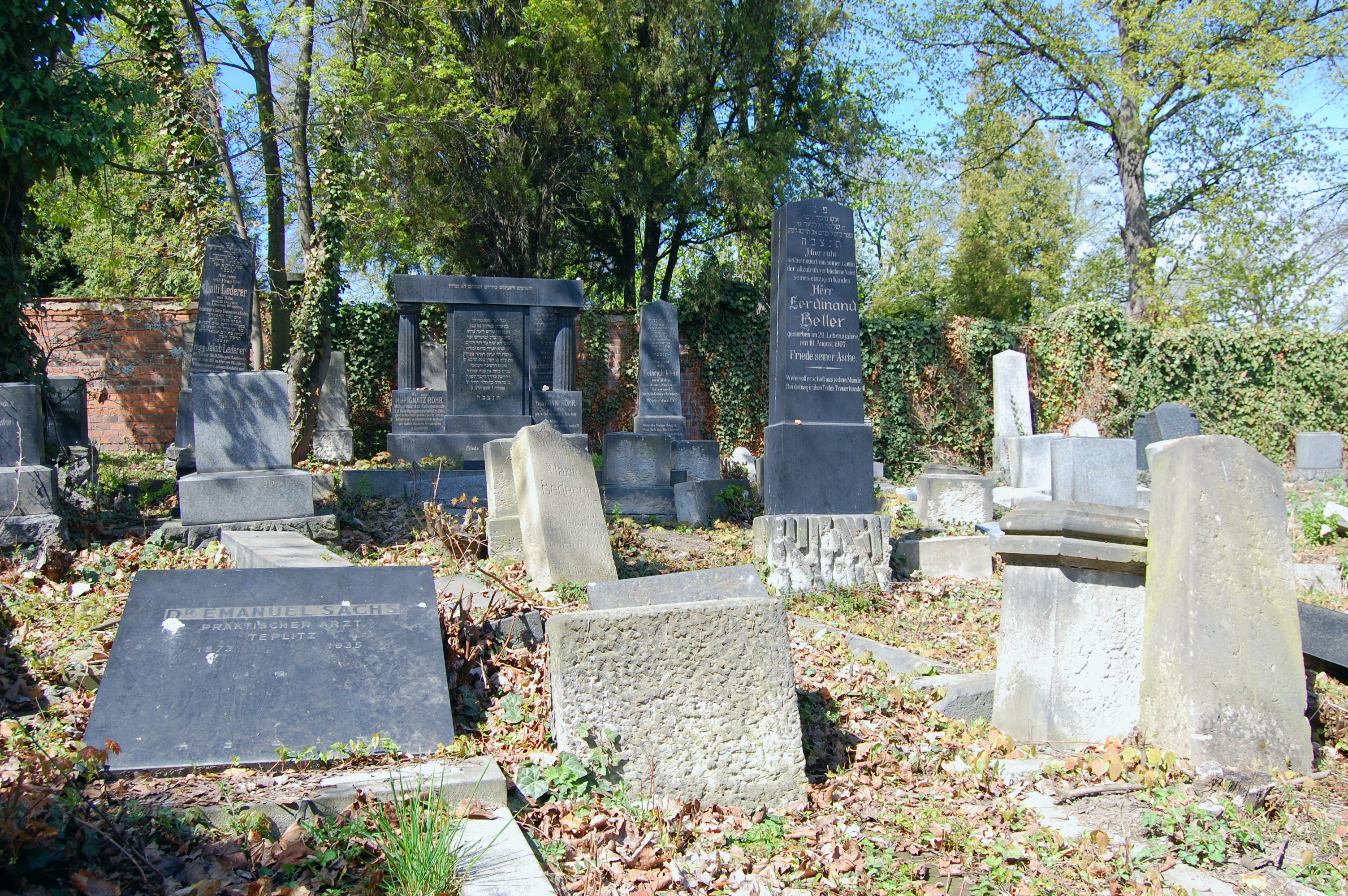
Jüdischer Friedhof

## Wirtschaft und Infrastruktur
Braunkohlentagebau, Elektrizitätswerk, Glasindustrie, Landwirtschaft, Kurgebiet Kyselka.

## Persönlichkeiten

### Söhne und Töchter der Stadt
- Johann Adalbert Angermayer (1674–1742), Maler
- Wenzeslaus Jorhan (um 1695–1752), Bildhauer
- August Emanuel von Reuss (1811–1873), österreichischer Geologe und Paläontologe
- Gustav Walter (1834–1910), Opernsänger und Kammersänger der Wiener Hofoper
- Hans Watzek (1848–1903), österreichischer Photograph
- Wilhelm Biedermann (1852–1929), böhmischer Physiologe
- Edmund Wünsch (1894–), Lautensänger und Komponist
- Erika Streit (1910–2011), Schweizer Malerin, Grafikerin und Zeichnerin
- Miloslav Stingl (1930–2020), tschechischer Ethnologe und Sachbuchautor

### Mit Bílina verbunden
- Jakob von Wrzessowitz († um 1461), mährischer Heerführer und Diplomat, war hier zu Hussitenzeiten Hauptmann
- Christoph Theodor Aeby (1835–1885), Anthropologe
- Josef Tschan (1844–1908), Advokat, Abgeordneter im Böhmischen Landtag
- Karl-Heinz Plattig (* 1931), Physiologe, Ehrenbürger von Bílina[10]
- Štěpán Vachoušek (* 1979), tschechischer Fußballspieler, spielte bei Lokomotiva Bílina